# Impulsión con los pies en el túnel de un canal

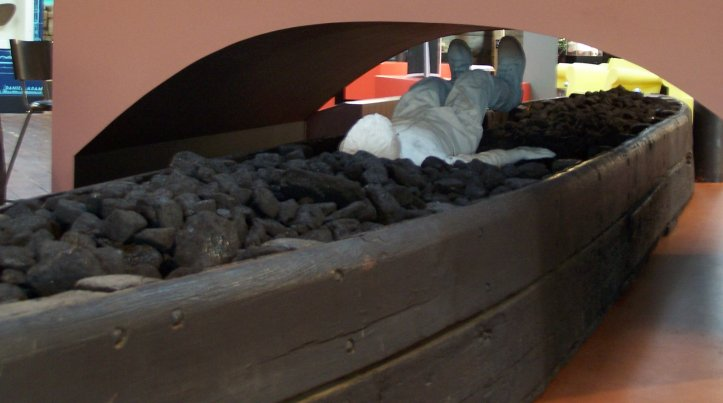
Museo del Canal de Ellesmere Port, con una representación de un barquero en la posición de starvationer durante el proceso de impulsar la embarcación con las piernas a través de los túneles de los canales nivelados navegables de Worsley

La impulsión con los pies en el túnel de un canal (término original en inglés: legging) es un método para mover una embarcación a través de una galería subterránea navegable de pequeña sección. Este procedimiento se empleó especialmente en el Reino Unido en el siglo XVIII y principios del siglo XIX, coincidiendo con el auge del transporte mediante barcazas. Sin embargo, quedó prácticamente en desuso una vez que la expansión del ferrocarril acabó con la viabilidad económica del transporte de mercancías por la mayor parte de los estrechos canales que se habían construido con este fin en Gran Bretaña.    

## Procedimiento

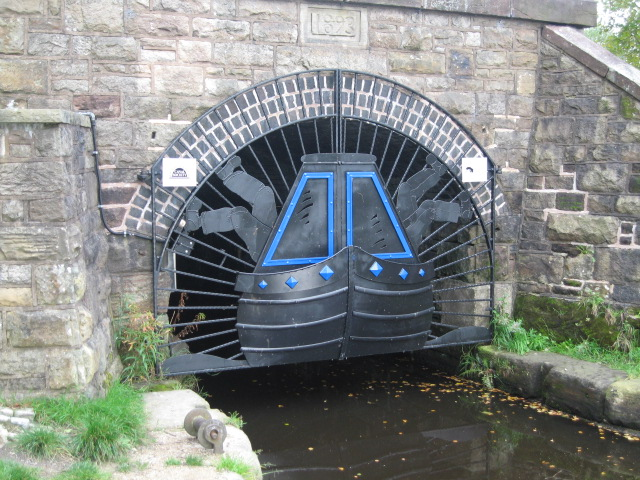
La entrada del túnel de Standedge, con una artística estructura de acero que muestra dos piernas a cada lado

Los primeros túneles de canal se construyeron sin camino de sirga, ya que esto requeriría un diámetro mucho mayor y, por lo tanto, se incrementaba notablemente su coste. Antes de la introducción de los barcos motorizados, el empleo de las piernas por parte de los barqueros era una de las pocas opciones para hacer pasar un barco a través de un túnel de sección muy reducida.
Se necesitaban dos personas. Se tumbaban sobre una tabla unida a la proa del barco y, sujetando la tabla con las manos, impulsaban el barco con los pies apoyándose en la bóveda del túnel. Esta manera de cruzar los túneles era una actividad bastante peligrosa, y produjo muchas muertes. En épocas posteriores se sujetaban al barco tablas con forma de "ala" para hacer la operación más segura. En el túnel de Crimson Hill, se colocaron sillares sobresalientes alternados en las paredes de la galería con el fin de proporcionar un mejor apoyo a la hora de colocar los pies para impulsar la barcaza. Mientras el barco avanzaba a través del túnel, el caballo empleado para remolcar la embarcación por el camino de sirga, debía ser conducido a la otra boca de la galería por un camino exterior.
En túneles cortos, el barquero y la tripulación realizaban la operación. Pero en los túneles largos, estaban disponibles empujadores con las piernas profesionales (leggers), como en el túnel de Blisworth y en el túnel de Dudley. En el túnel de Standedge, de 3 millas (4830 m) de largo, los empujadores con las piernas expertos podían hacer pasar un barco vacío en 1 hora y 20 minutos, mientras que tardaban alrededor de 3 horas con una carga completa (tarea por la que se les pagaba 1 chelín y 6 peniques).
En Blisworth, los barqueros a menudo eran presionados para que emplearan a empujadores de pago, por lo que a partir de 1827 estos trabajadores estuvieron registrados y se les entregaron brazaletes de latón para su identificación.
En el túnel de Standedge, el uso de empujadores con las piernas oficiales finalmente se hizo obligatorio.
En el túnel de Morwellham, se dice que los barqueros que impulsaban sus barcas con los pies llegaron a dañar el revestimiento de la galería. Este túnel tiene un flujo de agua considerable y el avance de las barcas era muy lento en una dirección.
El túnel de Berwick en el canal de Shrewsbury, inaugurado en 1797, fue la primera galería navegable que se construyó con un camino de sirga, eliminando la necesidad de desenganchar los caballos para atravesarlo.
El uso de las piernas también fue la principal forma de propulsión utilizada en los accesos artificiales a la caverna de Speedwell, hasta que los barcos recibieron motores eléctricos. A veces, los guías turísticos apagan el motor del barco e iluminan el techo de la cueva para mostrar cómo trabajaban los mineros en las barcas.

## Túneles en los que se utilizó la impulsión con las piernas
- Túnel de Blisworth
- Túnel de Braunston
- Túnel de Butterley
- Túnel de Dudley
- Túnel de Greywell
- Túnel de Harecastle. (Nota: solo el antiguo túnel de James Brindley)
- Túnel de Islington
- Túnel de Lapal
- Túnel de Maida Hill
- Túnel de Morwell Down
- Túnel de Norwood
- Túnel del canal de Sapperton
- Túneles de Standedge
- Canales nivelados navegables de Worsley